# Cladura sawanoi
Cladura sawanoi är en tvåvingeart som beskrevs av Alexander 1957. Cladura sawanoi ingår i släktet Cladura och familjen småharkrankar. Inga underarter finns listade i Catalogue of Life.